# سد وادي أبو القزاز
سد وادي أبو القزاز؛ هو أحد السدود الواقعة في محافظة الوجه بمنطقة تبوك شمال المملكة العربية السعودية.

## نبذة
يعتبر سد وادي أبو القزاز من السدود الترابية المغلقة بالخرسانة ويبلغ طوله حوالي 246 متر وارتفاع سبعة أمتار وسعته تصل إلى 423,879 متر مكعب.

## أهداف إنشاء السد
تم إنشاء السد بهدف تخفيف حدة الفيضانات وحفظ الأرواح والممتلكات وتخزين المياه لصرفها وفق متطلبات الزراعة والري.

## تكاليف السد الإجمالية
تمت إقامة سد وادي أبو القزاز من ضمن مشروع أعلن عام 2009 م شامل تنفيذ 11 سد وقد كان منها سد وادي أبو القزاز حيث بلغت التكلفة الإجمالية للمشروع حوالي 100 مليون ريال.

## وصلات خارجية
- الموقع الرسمي لوزارة المياه والكهرباء السعودية